# ホンダ・フュージョン
フュージョン (FUSION) とは、かつて本田技研工業が製造販売していたスクータータイプのオートバイである。

## 概要
1986年4月17日に発売。型式名MF02。長いホイールベース、大型のシートによる二名乗車時の快適性、良好な足つき性などにより快適な長距離ツーリングを可能とした。車名のフュージョンは英語で「融合」を意味する。輸出仕様は1986年の発表時からHELIX（ヘリックス）。
1997年に後継車種のフォーサイトにモデルチェンジされ日本国内の販売は終了となった。
しかし販売終了後にビッグスクーターブームが沸き起こり、先駆としての存在であった本モデルにも注目が集まり中古市場での人気が再燃。市場の要望に答えるかたちで2003年に日本国内での正規販売が復活した。
自動車排出ガス規制の強化により2007年8月をもって日本国内仕様は2度目の生産終了。しばらくして輸出仕様車も生産終了となった。

## 車両解説
当時としてはスクーター最長のホイールベースと低シート高、さらには大型段付シートとリヤシート下を大型トランクルームにするなど、2人乗車時にもゆったりと乗車できることを考慮した設計である。またフェアリングやサイドバイザーを標準装着するなど長距離走行時の疲労感軽減を狙って装着されたほか、二輪車では初めてのカラー液晶デジタルメーター、オートキャンセル機能付ウインカーを採用した。
メカニズム面の多くがホンダ・スペイシー250フリーウェイからのキャリーオーバーで、搭載するMF01E型水冷4ストロークSOHC単気筒エンジンも同型である。

### 遍歴
- 1986年4月17日 発売

オプションで専用ヘルメットを設定
- 1990年10月18日 マイナーチェンジ

前タイヤサイズを変更
ホイールをスチール製→アルミ製キャストに変更
車体色を追加。
- 1992年3月1日 マイナーチェンジ

車体色の変更を実施
- 1994年4月13日 マイナーチェンジ

車体色変更
限定1,000台で以下の少変更を実施したフュージョンSEを追加
- LED式ハイマウント・ストップランプ内蔵のリアスポイラー装着
- レザー調シート表皮
- 金色立体エンブレム
- ウインドスクリーン下部へのグラデーション処理

- 1996年4月12日 マイナーチェンジ

SEに通常販売グレード移行と車体色変更を実施。
- 1997年6月 日本国内の販売終了
- 2003年2月28日 再発売

以下の変更を実施
- 型式名をBA-MF02に変更
- 自動車排出ガス規制対策から二次空気導入装置を導入し最高出力・最大トルクを変更
- セキュリティ強化策として強化ロックとアラームを採用

ユーザーの選択拡大の視点で以下の3グレードを設定
スタンダード
ロングスクリーンを採用
車体色はフォースシルバーメタリックのみ設定
Type X
スタンダードのハンドルカバーをシルバーのメッキタイプに変更
リアシート後部にバックレストを搭載
ショートスクリーンを採用
車体色はスタンダードにプラスしてピュアブラック・パールシーシェルホワイト・キャンディタヒチアンブルーを設定
Type X カラーオーダープラン
特別色仕様でメイイエローメタリック・バイスブルー・パールモデラートベージュ・クリッパーイエロー・マットアクシスグレイメタリック・イタリアンレッド・キャンディエクストリームブルーを設定
- 2003年9月8日 リコール

エンジンハンガーブラケットの不具合に関するリコールを届出
- 2004年3月10日 マイナーチェンジ

Type X カラーオーダープランを廃止しType XXを設定
- アンダーカウルを車体同色に 前後ホイールをブラックに塗装
- 専用シートの採用

車体色はカラーオーダプランで好評だったイタリアンレッド・パールモデラートベージュ・マットアクシスグレイメタリックの3色を標準化しキャバレーパープルメタリックを追加
- 2005年1月21日 マイナーチェンジ

Type Xを除くグレードを全廃しSEを復活
- スモークタイプショートスクリーン・ブラック塗装前後ホイール・ボディ同色アンダーカバーなどを標準化

- 2006年3月31日 マイナーチェンジ

マルチリフレクターヘッドライトの採用
ハンドル形状を変更し幅広化
パッセンジャーシートの前後幅拡大
ミラー取付位置をハンドル部に変更
ハイマウントストップランプにクリアレンズを採用（SEのみ）
車体色をキャンディーエクストリームオレンジ・ピュアブラック・パールシーシェルホワイト・パールモデラートベージュの計4色に変更
- 2006年9月29日 車種追加

20周年記念モデルフュージョン SE・20thアニバーサリーを期間ならびに1,000台限定で発売
- 2007年8月 日本国内仕様の生産販売終了

## 訴訟問題
本田技研工業では、1980年代に中華人民共和国のバイクメーカーに対しODAとして技術支援を行っており、本モデルも技術支援の形で生産されていた。ところが支援を受けなかった他の企業が無断でコピー販売を行ったため意匠権侵害に当たるとして1990年代前半に中国国内で訴訟を起こした。
- 第1審：相手方無罪
- 第2審：相手方が意匠権侵害に当たる有罪判決

係争中に最初の国内販売が終了。日本国内ではヘリックス逆輸入および中古車による流通となったことから、「新車」として中国産コピーモデルの輸入販売も行なわれたが、本田技研工業はコピーモデル販売業者に純正部品の供給停止・正規販売店認定取消ならびに新車卸業務の停止・訴訟などの報復措置を実施した。
最終的には本田技研工業自身から再発売されたこと、コピーモデルの耐久性や精度の問題、中国国内でも「オートバイ生産許可管理弁法実施細則」と呼ばれる意匠権管理体制が施行されたこともあり、コピーモデルの輸入は淘汰された。